# Jatne
Jatne – wieś sołecka w Polsce położona w województwie mazowieckim, w powiecie otwockim, w gminie Celestynów.
| SIMC    | Nazwa       | Rodzaj    |
| ------- | ----------- | --------- |
| 0000891 | Janowice    | część wsi |
| 0000900 | Nowe Jatne  | część wsi |
| 0000916 | Stare Jatne | część wsi |

Pierwsze wzmianki o miejscowości pochodzą z 1866 roku. W latach 1975–1998 miejscowość administracyjnie należała do województwa warszawskiego. Na terenie znajdują się dwa zakłady przemysłowe zajmujące się produkcją opakowań.
Jatne przewija się w twórczości Kazika Staszewskiego. Nawiązania znaleźć można w utworach Jatne oraz V rozbiór Polski.
Wierni Kościoła rzymskokatolickiego należą częściowo do parafii Matki Bożej Anielskiej w Starej Wsi.